# 惠蘇郡
惠蘇郡（日语：〔〕／ Eso gun */?）是過去屬於備後國的郡。已於1898年10月1日與三上郡、奴可郡合併為比婆郡。過去的轄區現已全數被併入庄原市。

## 歷史

### 年表
- 1889年4月1日：實施町村制，惠蘇郡下轄：口北村、口南村、高野山村、比和村、山內北村、山內西村、山內東村。（7村）
- 1898年10月1日：三上郡、惠蘇郡、奴可郡合併為比婆郡。